# Janusz Gałkowski
Janusz Piotr Gałkowski (ur. 6 grudnia 1961 w Krakowie) – polski polityk, adwokat, samorządowiec, senator VI kadencji.

## Życiorys
W 1986 ukończył studia prawnicze na Wydziale Prawa i Administracji Uniwersytetu Śląskiego. W 1991 podjął praktykę w zawodzie adwokata.
W latach 1998–2002 zasiadał w radzie miasta Bielsko-Biała, następnie do 2005 był radnym sejmiku śląskiego.
W 2001 (jako członek Przymierza Prawicy) z listy Prawa i Sprawiedliwości bezskutecznie kandydował do Sejmu w okręgu bielskim, a w 2004 do Parlamentu Europejskiego w okręgu śląskim. W 2005 z ramienia PiS uzyskał mandat senatorski w okręgu bielskim. W wyborach parlamentarnych w 2007 bez powodzenia ubiegał się o reelekcję.
W latach 2018–2021 był prezesem Spółki Restrukturyzacji Kopalń.